# Elly Konie Koot
Elly Konie Koot (...) è una modella olandese, vincitrice del titolo di Miss Europa 1964.
La Koot fu incoronata Miss Europa il 4 giugno 1964 presso Beirut in Libano, dove la rappresentante dei Paesi Bassi ebbe la meglio sulle diciassette concorrenti del concorso.
In precedenza Elly Konie Koot aveva vinto il concorso di Miss Paesi Bassi 1964.